# Thermische spanning
Thermische spanning is de spanning (in Pa) die in een materiaal ontstaat wanneer het aan ongelijke temperatuur onderworpen wordt.
Bij een constante temperatuur of een lineair verlopende temperatuur is er geen thermische spanning. De oorzaak van de thermische spanning ligt in de thermische uitzetting. Bij veel machines zoals motoren voor auto's en vliegtuigen, turbines, kernreactoren en raketten is de thermische spanning de belangrijkste oorzaak van mogelijk falen. De grootte van de spanning σ wordt gegeven door:
{\displaystyle \sigma ={\frac {E\alpha T}{(1+2\eta )}}}
Hierin is
E de elasticiteitsmodulus in Pa
α de thermische uitzettingscoëfficiënt in 1/K
T het verschil in temperatuur in K
η de coëfficiënt van Poisson, dimensieloos, dikwijls rond 0,3